# Oxycanus dirempta
Oxycanus dirempta là một loài bướm đêm thuộc họ Hepialidae. Nó được tìm thấy ở New South Wales và Victoria.
Sải cánh dài khoảng 60 mm.

## Hình ảnh

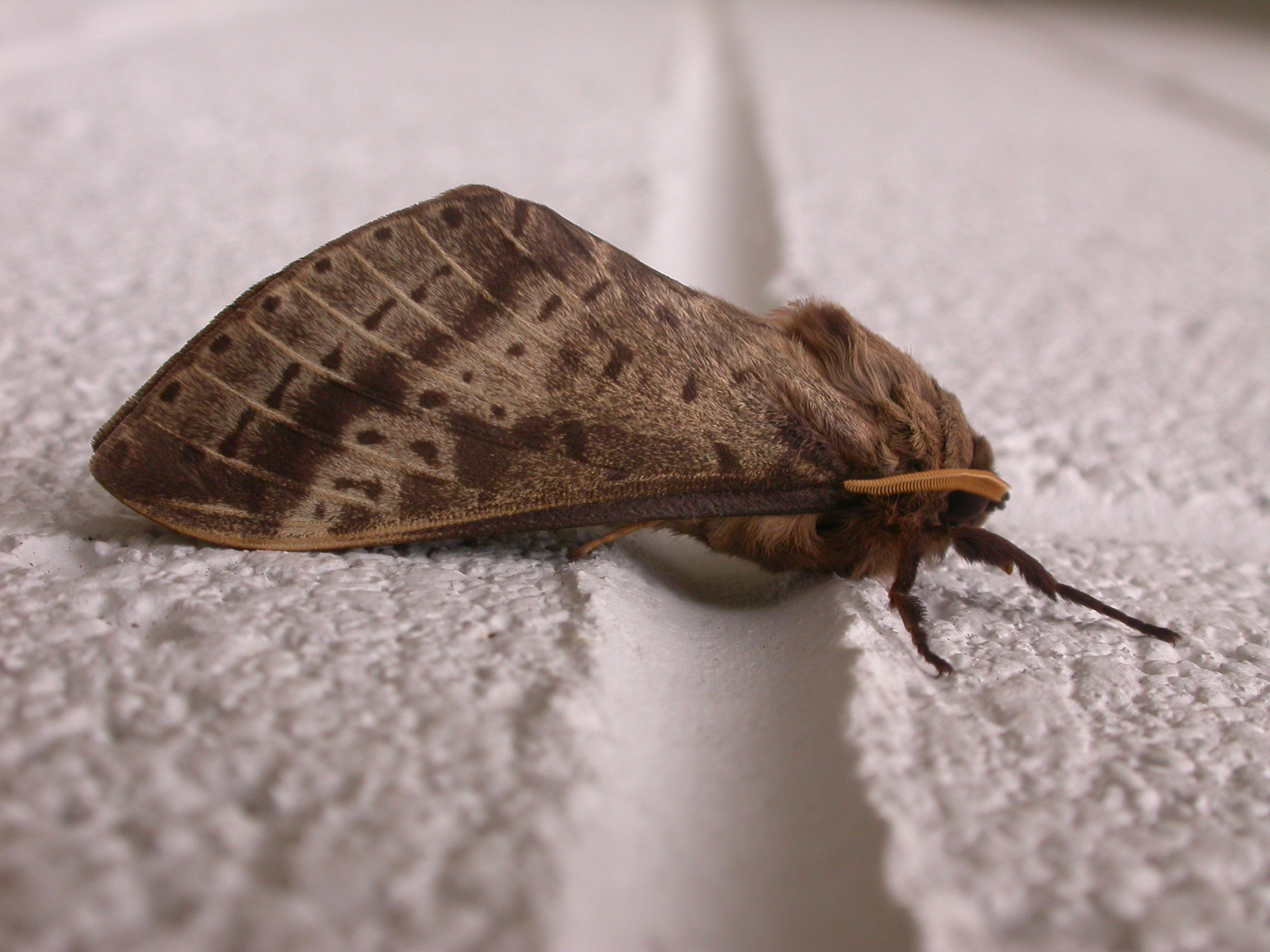
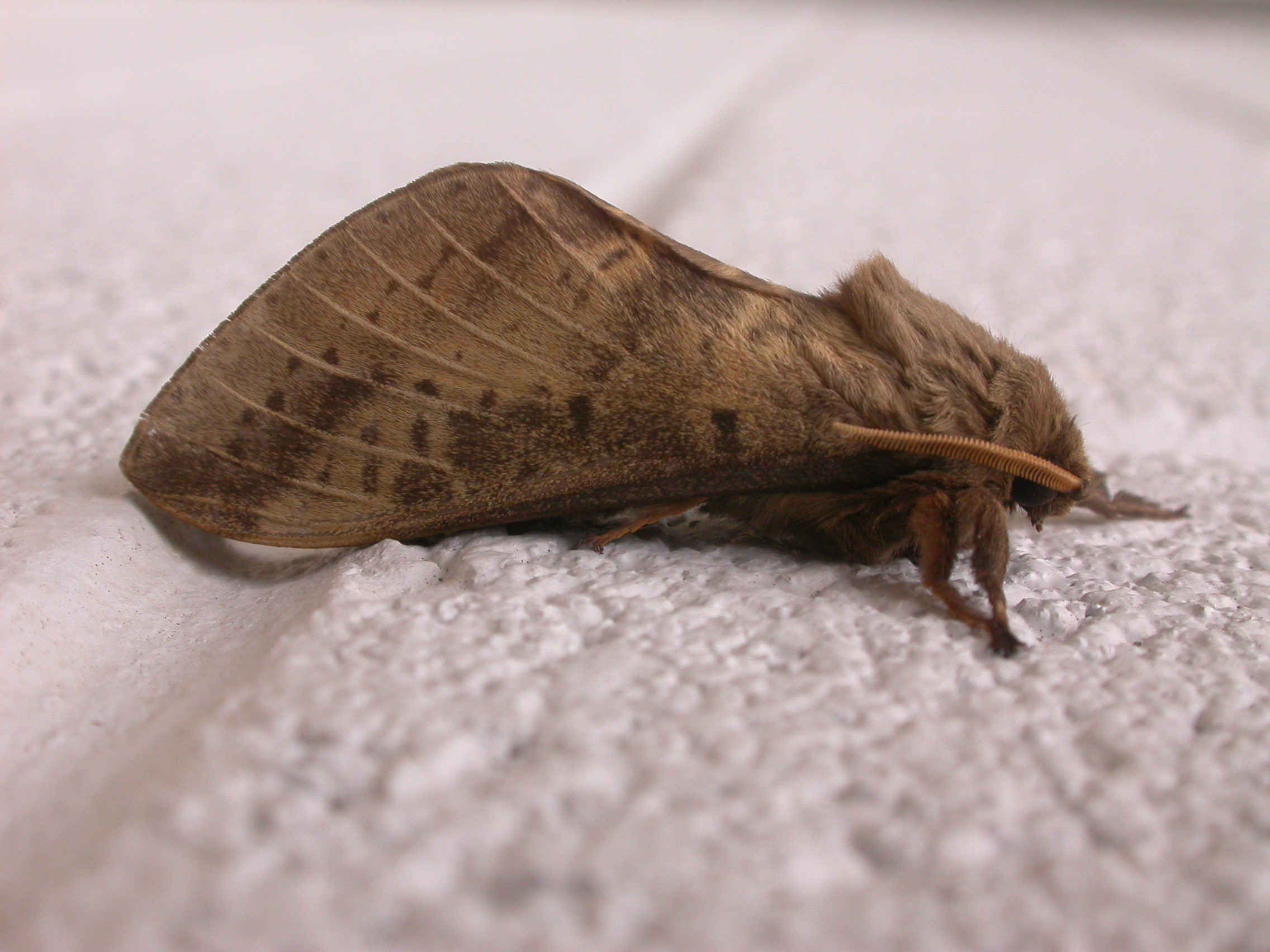
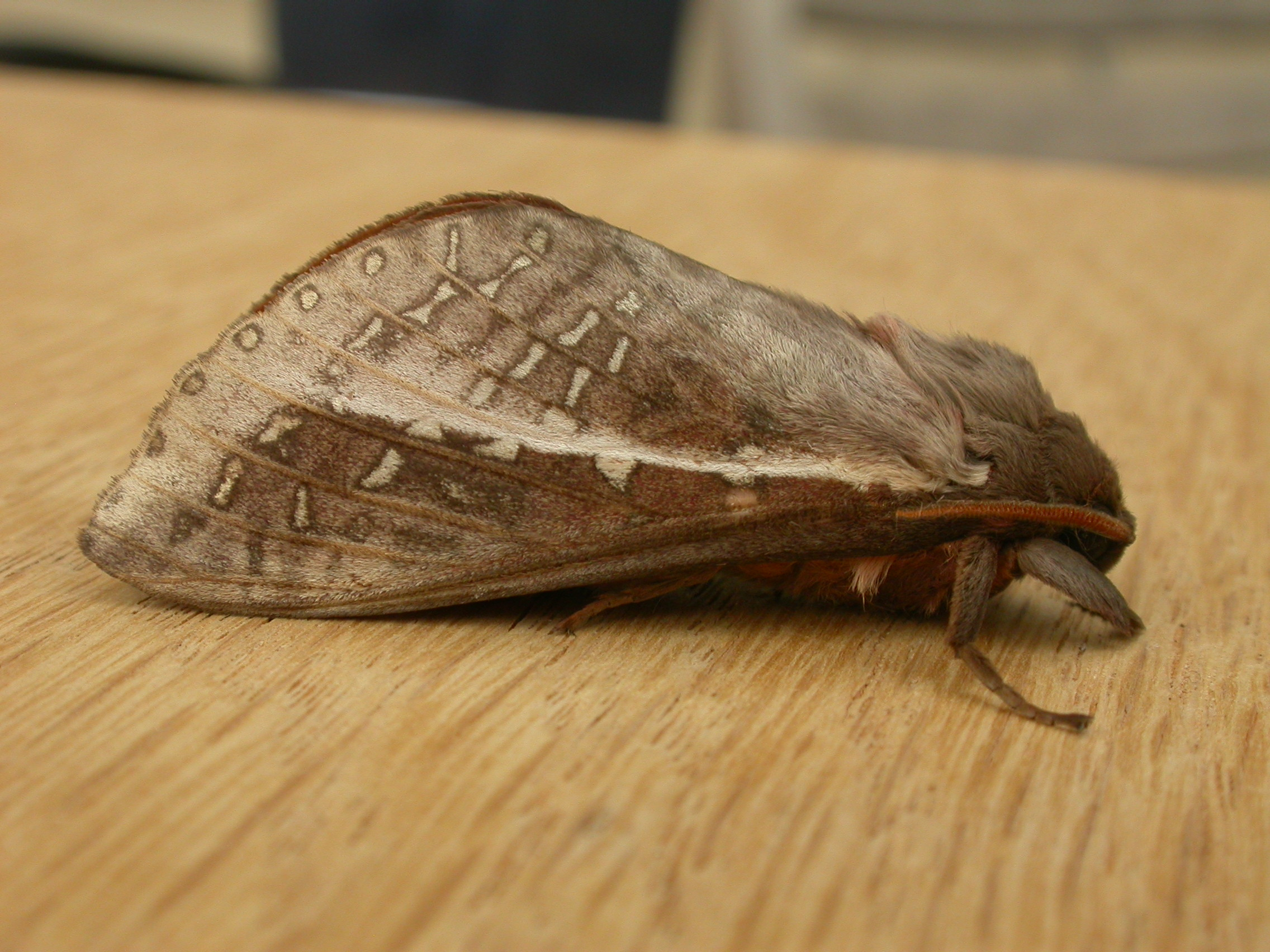
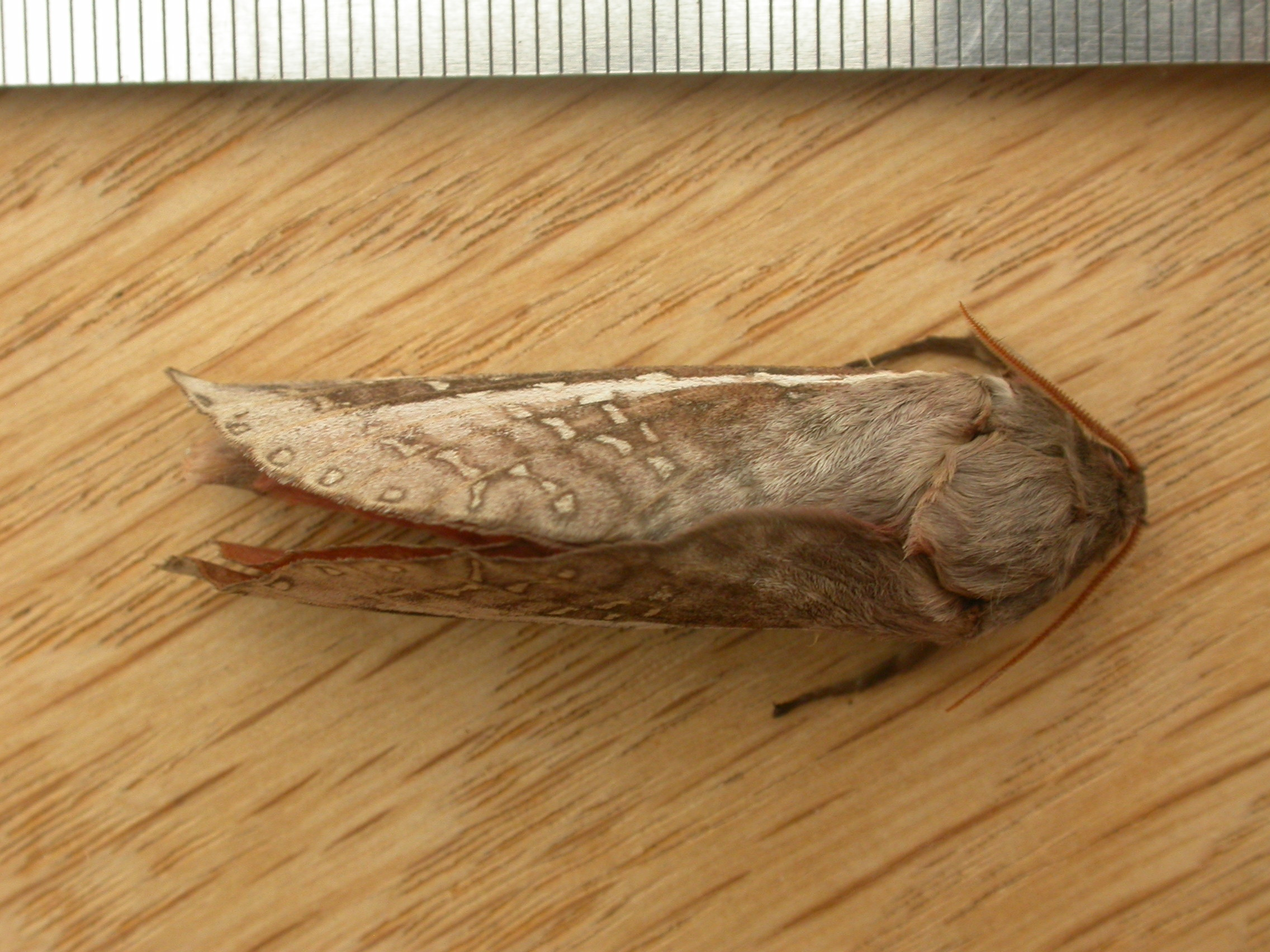